# Новоалексеевский (Нижегородская область)
 Новоалексеевский  — поселок в Починковском районе Нижегородской области.

## География
Находится в южной части Нижегородской области на расстоянии приблизительно 16 километров по прямой на юг от села Починки, административного центра района.

## История
До 2020 года находился в составе Пеля-Хованского сельсовета.

## Население
Постоянное население составляло 15 человек (русские 100 %) в 2002 году, 3 в 2010.